# Алгукасы
Алгукасы́ (чув. Алкукасси) — деревня в Аликовском муниципальном округе Чувашской Республики. Входила в состав Питишевского сельского поселения до его упразднения в 2022 году.

## Описание
Расположена в 2 км к юго-востоку от деревни Питишево и в 6 км к северу от села Аликово. Имеется подъездная дорога от села Устье.
Деревня в основном газифицирована. Единственная улица — Южная. 

### Климат
Климат умеренно-континентальный с продолжительной холодной зимой и тёплым летом. Средняя температура января −12,9 °C, июля 18,3 °C, абсолютный минимум достигал −44 °C, абсолютный максимум 37 °C. За год в среднем выпадает до 552 мм осадков.

## История
В XIX веке являлась выселком села Устье. Жители – чуваши, до 1866 года государственные крестьяне; занимались земледелием и животноводством, а также промыслами. Во второй половине XIX века выделился выселок Алгукасы (Ятарка), в 1946 году включённый в село Устье. В начале XX века действовала ветряная мельница. В конце 1920 года открыто кладбище. В 1931 году создан колхоз «Ударник».

### Изменение административного подчинения
До революции входила в Шуматовскую волость Ядринского уезда, затем до 1927 года — в Аликовскую волость (с мая по ноябрь 1918 года — в Селоустьинской волости). 1 ноября 1927 года вошло в Аликовский район (с 20 декабря 1962 года по 14 марта 1965 года — в Вурнарском сельском районе). До 14 июня 1954 года входила в Устьинский сельсовет, затем до 9 июня 1962 года — в Пизиповский сельсовет, затем — в Орбашский сельсовет.

## Население
| 2010 | 2012 | 2013 | 2014 | 2015 | 2016 |
| ---- | ---- | ---- | ---- | ---- | ---- |
| 21   | ↗25  | ↘22  | ↘21  | ↘20  | ↘19  |

- 1850 год — 33 двора, 182 человека (82 мужчины, 100 женщин)
- 1858 год — 171 человек (83 мужчины, 88 женщин)
- 1906 год — 23 двора, 111 человек (54 мужчины, 57 женщин)
- 1926 год — 22 двора, 108 человек (50 мужчин, 58 женщин)
- 1939 год — 95 человек (39 мужчин, 56 женщин)
- 1959 год — 77 человек (25 мужчин, 52 женщины)
- 1970 год — 89 человек (36 мужчин, 53 женщины)
- 1979 год — 84 человека (33 мужчины, 51 женщина)
- 1989 год — 44 человека (16 мужчин, 28 женщин)
- 2002 год — 15 дворов, 41 человек (19 мужчин, 22 женщины), чуваши (100 %)[6]
- 2010 год — 12 частных домохозяйств, 21 человек (9 мужчин, 12 женщин)

## Связь и средства массовой информации
- Связь: ОАО «Волгателеком», Би Лайн, МТС, Мегафон. Развит интернет ADSL технологии.
- Газеты и журналы: районная газета «Пурнăç çулĕпе» (чув.) - «По жизненному пути» (рус.).

- Телевидение: Население использует эфирное и спутниковое телевидение, за отсутствием кабельного телевидения.